# Aloysius Josef Dibjokarjono

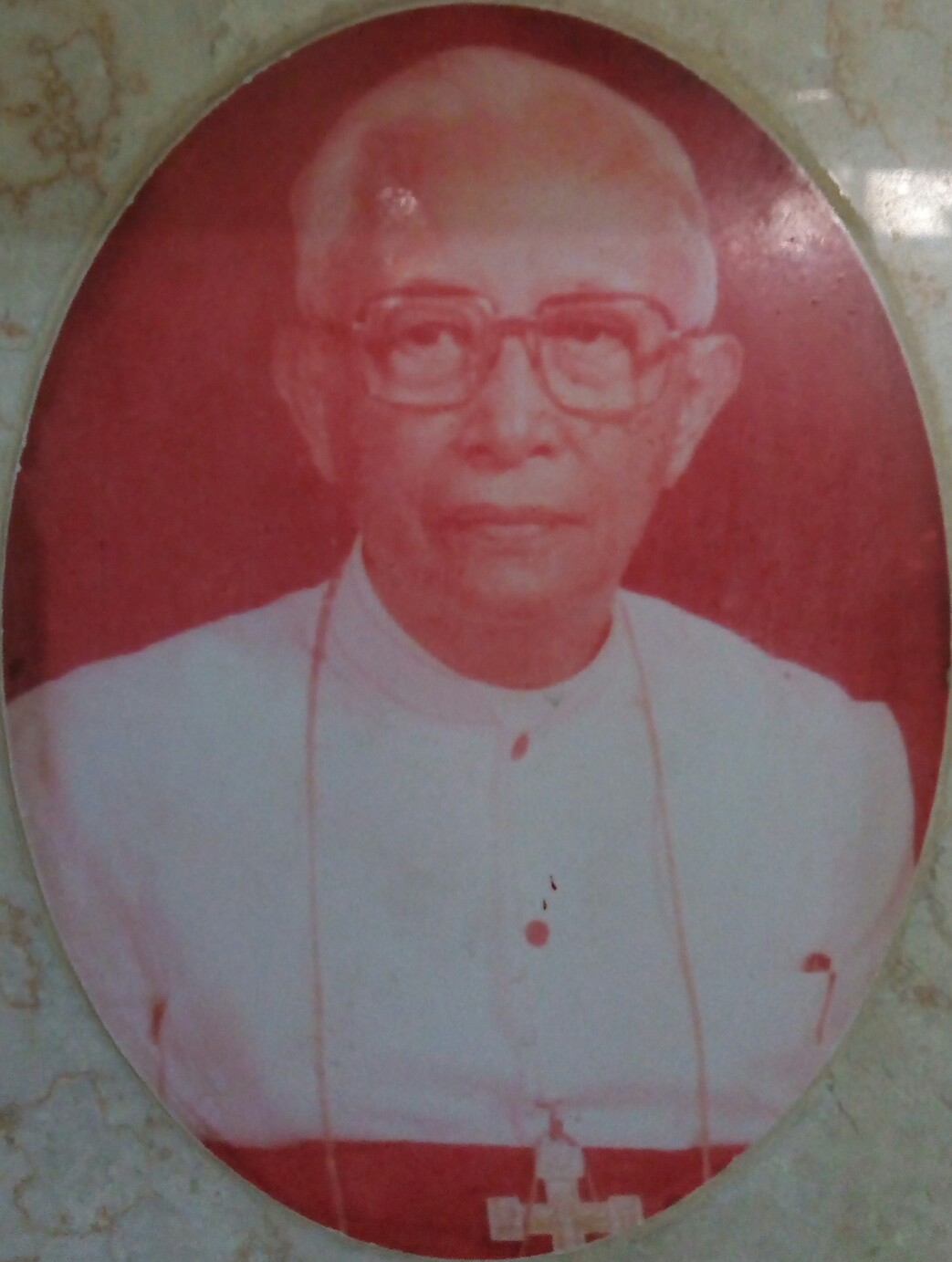
Aloysius Joseph G. Dibjokarjono

Aloysius Josef G. Dibjokarjono (* 25. Dezember 1917 in Wlingi Bilitar; † 23. Januar 2002) war ein indonesischer Geistlicher und römisch-katholischer Bischof von Surabaya.

## Leben
Aloysius Josef Dibjokarjono empfing am 2. Juni 1945 das Sakrament der Priesterweihe für das Apostolische Vikariat Surabaia (später: Bistum Surabaya).
Am 2. April 1982 ernannte ihn Papst Johannes Paul II. zum Bischof von Surabaya. Der Erzbischof von Semarang, Justinus Kardinal Darmojuwono, spendete ihm am 16. Dezember desselben Jahres in der Kathedrale Sacred Heart in Surabaya die Bischofsweihe; Mitkonsekratoren waren der Bischof von Malang, Francis Xavier Sudartanta Hadisumarta OCarm, und der emeritierte Bischof von Surabaya, Jan Antonius Klooster CM. Aloysius Josef Dibjokarjono wählte den Wahlspruch Pax Domini („Der Friede des Herrn“).
Papst Johannes Paul II. nahm am 26. März 1994 das von Aloysius Josef Dibjokarjono aus Altersgründen vorgebrachte Rücktrittsgesuch an.